# Téboursouk (délégation)
Téboursouk est une délégation tunisienne dépendant du gouvernorat de Béja.
En 2014, elle compte 22 115 habitants dont 11 085 hommes et 11 030 femmes répartis dans 5 587 ménages et 6 359 logements.